# Torfowiec płowy
Torfowiec płowy (Sphagnum subfulvum Sjors) – gatunek mchu z rodziny torfowcowatych (Sphagnaceae). Występuje w Europie, Azji i Ameryce Północnej.

## Rozmieszczenie geograficzne
W Europie rzadki w obszarze wpływu klimatu silnie oceanicznego, częstszy, choć również nieliczny i rozproszony w strefie klimatu umiarkowanego i kontynentalnego. W strefie borealnej rośnie od Norwegii za zachodzie przez Szwecję i Finlandię po północno-wschodnią część Rosji aż do Uralu, gdzie jest rozproszony. W strefie klimatu umiarkowanego jest rozproszony na południu Półwyspu Skandynawskiego, w krajach bałtyckich i zachodniej Rosji, rzadki w kontynentalnej zachodniej i środkowej Europie – podawany z Polski, Austrii, Szwajcarii i północnych Włoch. W strefie okołośródziemnomorskiej jest znany z gór Piryn i Riła w Bułgarii. W strefie arktycznej i śródziemnomorskiej nie został odnotowany.
W Polsce znany jest tylko z jednego stanowiska w północno-zachodniej części kraju.

## Morfologia i anatomia
PokrójTorfowiec średniego rozmiaru (bardzo rzadko duży), miękki i wiotki, tworzący luźne darnie koloru od zielonego do żółtobrązowego, złotobrązowego, pomarańczowobrązowego i brązowego, z metalicznym odcieniem w warunkach suchych; w miejscach otwartych darnie mogą być czerwonawe, czerwonawofioletowe lub purpurowe.
GłówkiDuże, spłaszczone.
PęczkiZazwyczaj składające z trzech, rzadziej czterech gałązek; dwie gałązki odstające są dość długie i zwężające się ku końcowi, gałązki zwisające – jedna, rzadziej dwie – różnej długości, krótsze bądź dłuższe od gałązek odstających.
ŁodyżkiNieszczególnie grube, do 0,9 mm średnicy, brązowe, z dobrze rozwiniętą trzy- rzadziej czterowarstwową korą zbudowaną z nadętych komórek wodnych. Cylinder wewnętrzny zbudowany jest z kilku warstw małych, grubościennych komórek, ciemnobrązowy do niemalże czarnego, pozbawiony miejscowego czerwonego zabarwienia. Łodyżki gałązkowe mają dobrze wykształcone komórki retortowe z wyraźną, dość długą szyjką.
Listki łodyżkoweDo 1,5 mm długości, szeroko językowate do trójkątno-językowatych (językowato-trójkątnych), wzniesione, z zaokrąglonym, obciętym kończykiem, czasami nieco wyszarpanym. Komórki wodne przedzielone na pół, zazwyczaj bez listewek, jeśli występują, są delikatne i nieliczne.
Listki gałązkoweŚredniej wielkości, najczęściej poniżej 2 mm, jajowate, jajowato-lancetowate, nieco odstające od łodyżki, zachodzące na siebie bądź rozmieszczone nieco luźniej; nie są ułożone w charakterystycznych pięciu szeregach. Część szczytowa listka wydaje się ostra w efekcie podwiniętych krawędzi, kończyk obcięty. Komórki wodne są większe w nasadowych częściach listków, po stronie grzbietowej są mocne nadęte w przekroju poprzecznym i mają eliptyczne pory rozmieszczone głównie wzdłuż ścian komisuralnych, po stronie brzusznej w przekroju są płaskie bądź nieco tylko wypukłe, a pory są zlokalizowane w krawędziowych strefach części bazalnej listka. W przekroju poprzecznym komórki chlorofilowe trójkątne do trapezowych, z cienkimi, najczęściej brązowymi ścianami; są wąsko otwarte po stronie grzbietowej listka i szeroko otwarte po stronie brzusznej.
Gatunki podobneMoże być mylony z torfowcem pierzastym S. subnitens, od którego różni się kolorem łodyżek i listkami łodyżkowymi. U S. subnitens są brązowe do fioletowych, czasami czerwone w okolicy główki, u S. subfulvum są ciemnobrązowe do prawie czarnych. Listki łodyżkowe torfowca płowego mają zaokrąglony, nieco wyszarpany wierzchołek, u torfowca pierzastego krawędzie szczytu są podwinięte, przez co wydaje się on zaostrzony lub wąsko zaokrąglony, choć także nieco wyszarpany, ząbkowany.

## Ekologia i biologia
Występuje na mezotroficznych bądź umiarkowanie eutroficznych torfowiskach, często razem z torfowcem brodawkowatym, torfowcem brunatnym, torfowcem ostrolistnym, torfowcem Warnstorfa.

## Ochrona
Gatunek jest objęty w Polsce ochroną od 2001 roku. W latach 2001–2004 podlegał ochronie częściowej, w latach 2004–2014 ochronie ścisłej, a od 2014 roku ponownie objęty jest ochroną częściową, na podstawie Rozporządzenia Ministra Środowiska z dnia 9 października 2014 r. w sprawie ochrony gatunkowej roślin.